# BEST OF GREEN MIND 2021
『BEST OF GREEN MIND 2021』（ベスト・オブ・グリーン・マインド 2021）は、秦基博の弾き語りライブアルバム。

## 解説
- 全国弾き語りTOUR「GREEN MIND 2021」、全公演の中からベストテイクをセレクトした弾き語りライブアルバム。

- 通常盤とHome Ground限定盤の2種同時発売。

- Home Ground限定盤は三方背スリーブケース仕様限定パッケージ、封入特典に「GREEN MIND 2021」オリジナルギターピックが付属。

## 収録曲

### DISC 1
1. Theme of GREEN MIND
2. 僕らをつなぐもの
3. Sally
4. Tell me, Tell me
5. FaFaFa
6. 漂流
7. さよならくちびる
8. 告白
9. やわらかな午後に遅い朝食を

### DISC 2
1. 恋の奴隷
2. 70億のピース
3. Raspberry Lover
4. グッバイ・アイザック
5. スミレ
6. 鱗（うろこ）
7. ひまわりの約束
8. 泣き笑いのエピソード
9. アイ
10. 風景

## Home Ground限定盤特典内容
- オリジナルギターピック付き
- DISC2のM11〜M13に「五月の天の河」、「プール」、「新しい歌」を収録
- GREEN MIND 2021 みどりの窓口 傑作選［CD］

1. もっちゃんと呼ばれるのは恥ずかしくないですか？
2. 「秦くんに謝れ」
3. おヒゲを剃るご予定はありませんか？
4. 「愛してる」の意味
5. 好きな女性に告白したい
6. 三重のイメージを漢字一文字で
7. 秦のトリセツ
8. 彼にカメラを向けられた時のポーズはどうすればいいですか？
9. ２週間前に彼と別れました
10. 妻は秦さんの大ファンで、僕は妻の大ファンです
11. 新しい洗濯機に名前をつけて
12. ホットヨガ
13. 子どもの頃からトイレが近くて
14. 彼女に何をされるとキュンキュンしますか？